# Isadora Duncan
Isadora Duncan (født 27. maj 1877 i San Francisco, Californien, USA, død 14. september 1927 i Nice, Frankrig) var en amerikansk danserinde.
Duncan blev berømt for sine danseoptrædener i let påklædning, men hendes død er måske endnu mere berømt. I 1927 viklede hendes lange sjal sig ind i hjulene på en Amilcar sportscabriolet under en kørsel i Nice, og hun brækkede halsen. 
Isadora Duncan regnes for en af pionererne for den moderne dans.
En spillefilm fra 1968 om Duncans liv, Isadora, instrueret af Karel Reisz, havde Vanessa Redgrave i titelrollen.